# 冷蔵
冷蔵（れいぞう）は、主に食品や飲料を、凍らない程度の低温に冷却して保存すること。

## 温度
JAS法では、10℃以下での保存と定められている。なお、これに対しチルドとは5℃以下、冷凍とはマイナス15℃以下である。
食品衛生法では冷蔵と冷凍が定められており、JAS法とほぼ同じだが、「非加熱食肉製品および特定加熱食肉製品のうち、水分活性が0.95以上のもの」については5℃以下での保存を冷蔵と定めている。
JISでは、冷蔵そのものに関する規定はないが、チルドは0℃付近、氷温はマイナス1℃付近、パーシャルはマイナス3℃付近の温度帯と定められている。冷蔵の温度は、チルドより上ということになる。

## 原理
- 氷、ドライアイス、保冷剤などの低温源。
- ヒートポンプ。冷蔵庫で広く使われている。
- ペルチェ効果。
- 断熱。通常、他の方法と併用される。